# Undersviks socken
Undersviks socken i Hälsingland, ingår sedan 1974 i Bollnäs kommun och motsvarar från 2016 Undersviks distrikt.
Socknens areal är 131,12 kvadratkilometer, varav 116,87 land. År 2000 fanns här 418 invånare. Kyrkbyn med namnet Kyrkbyn med sockenkyrkan Undersviks kyrka ligger i socknen. 

## Administrativ historik
Undersviks socken har medeltida ursprung. 
Vid kommunreformen 1862 övergick socknens ansvar för de kyrkliga frågorna till Undersviks församling och för de borgerliga frågorna bildades Undersviks landskommun. Landskommunen inkorporerades 1952 i Arbrå landskommun som sedan 1974 uppgick i Bollnäs kommun.  Församlingen uppgick 2002 i Arbrå-Undersviks församling.
1 januari 2016 inrättades distriktet Undersvik, med samma omfattning som församlingen hade 1999/2000.
Socknen har tillhört fögderier, tingslag och domsagor enligt vad som beskrivs i artikeln Hälsingland. De indelta soldaterna tillhörde Hälsinge regemente, Arbrå kompani.

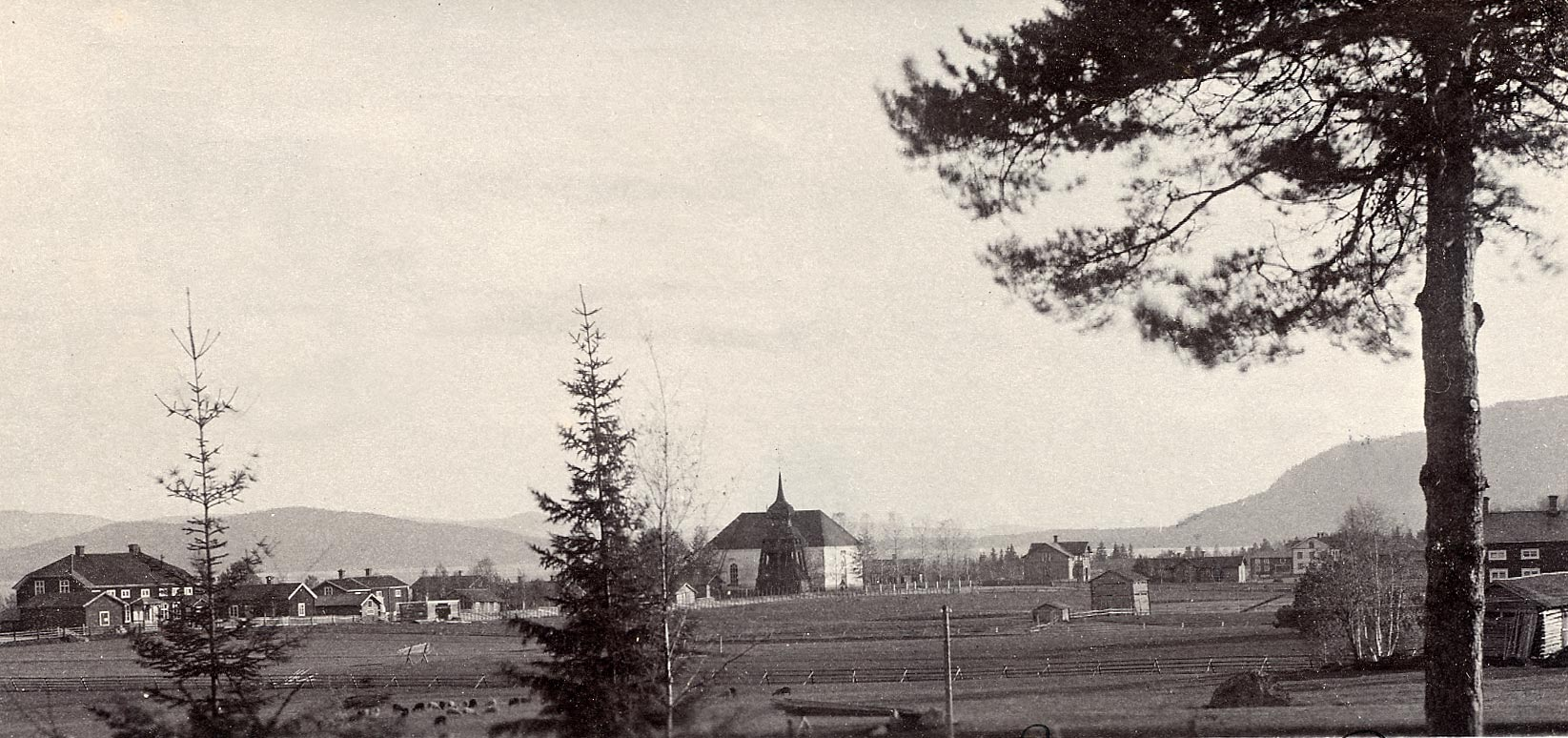
Undersvik omkring 1900.

## Geografi
Undersviks socken ligger kring den av Ljusnan genomflutna Orsjön. Socknen har odlingsbygd vid älven och sjön och med skogsbygd däromkring på båda sidor om älven.
Undersviks socken omfattar flera byar invid riksväg 83. 

### Geografisk avgränsning
Undersviks socken sträcker sig i en långsmal formation i öst-västlig riktning på båda sidor om Ljusnan med "tresockenmötet" Undersvik-Järvsö-Alfta i Röbäckens inflöde i Andån längst i väster och Storberget på gränsen mot Järvsö sockens östra delar längst i öster. Avståndet från västligaste till östligaste punkt i socknen är cirka 28 kilometer, medan dess bredd på bredaste stället, invid Ljusnan, enbart är cirka 8 kilometer. Socknen avgränsas i norr helt av Järvsö socken (Ljusdals kommun) och i söder helt av Arbrå socken.

#### Västra sockendelen
Den del av Undersviks socken som ligger väster om Ljusnan är den mest bebyggda sockendelen. Bebyggelsen ligger i huvudsak vid Ljusnans västra strand och består bland annat av byarna Simeå, Djupa, Kyrkbyn, Lövvik samt Offerberg, räknat från söder. Strax innanför byn Offerberg, väster om riksväg 83, höjer sig berget Offerberget (292 m ö.h.), vilket kan jämföras med Ljusnans vattenyta, som här ligger på cirka 113 m ö.h. Detta innebär en höjdskillnad på knappt 180 meter. Offerberget ingår i en kedja av bergshöjder och branta åsar som stupar ner mot Ljusna-dalen. Innanför dessa frontberg sträcker sig ett kuperat skogsområde mot väster. Inom Undersviks socken finner man här en del mindre fäbodar och andra gamla bosättningar. Det västra skogsområdet ingår som en del i Hälsinglands finnskogar med gamla s.k. finnbyar från 1600-talet.
Skogsområdet i väster har tillgänglighet från den dalgång som omger Simeån, som kan följas från mynningen i Ljusnan vid Simeå uppströms. Längs länsväg X 690 västerut, vilken först följer Simeåns lopp, ligger bebyggelse i byn Söromåsen samt vid Brännan, Ljunghem och vid Nils-Bengtsänget. Norr om Simsjön ligger Simsjövallen och längre mot väster återfinns Byvallen och Svedåsen, vilka passeras av vandringsleden Hälsingeleden.
Längst i väster ligger Fluren. Området är historiskt genom att Flurens gästgiveri fanns här från mitten av 1600-talet och framåt. Fluren (eller Flurn), var en knutpunkt längs den gamla klövjevägen mellan Alfta och Järvsö. Gästgiveriet drevs omväxlande av "finnar" från Svedåsen och Hästberg. År 1647 byggde "finnen Anders Jöransson i Svedåsen" det första gästgiveriet i Fluren. År 1677 övertogs driften av "Hästbergsfinnarna", som byggde ut och renoverade gästgiveriet. 
Norr om Fluren ligger sjön Flurtjärn. Området har beskrivits i en bok (se Litteratur nedan). Flurtjärn avvattnas av Andån. All nyss nämnd bebyggelse ligger längs, eller i närheten av, den allmänna väg som går mellan Simeå och Sidskogen i Järvsö församling. Från Söromåsen leder en liten väg mot nordväst upp till byn Valås, belägen vid Valåssjön.

#### Östra sockendelen
Undersviks östra sockendel är till ytan ungefär hälften så stor som den västra och ligger öster om Ljusnan. Denna sockendel är endast sparsamt bebyggd och består mest av storkuperad skogsmark. Den största byn heter Tomterna och ligger vid allmänna vägen på Ljusnans östra strand. Vid Storsand finns en badplats. Närmast älven ligger höjderna Medsandsberget, Sjungarberget och Kullerberget. Drygt tre kilometer österut från Ljusnan ligger Stora Dalsjön (223 m ö.h.). Söder om denna ligger Lilla Dalsjön, på vars östra sida fäboden Mickels är belägen. Längst i väster ligger Storberget med högsta topp på 425 meter över havet. Detta är Undersviks sockens högsta berg. Här ligger "tresockenmötet" Undersvik-Arbrå-Järvsö.

## Fornlämningar

Undersviks gamla sockenvapen från 1669

En stensättning finns här.

## Namnet
Namnet (1314 Vndarsvik) kommer från en vik av Ljusnan. Förleden innehåller undarn, ett klockslag, olika beroende på trakt som syftar till att solen belyste viken vid en viss tidpunkt på dagen.

## Befolkningsutveckling
| Befolkningsutvecklingen i Undersviks socken 1750–1990                                                    | Befolkningsutvecklingen i Undersviks socken 1750–1990 | Befolkningsutvecklingen i Undersviks socken 1750–1990 | Befolkningsutvecklingen i Undersviks socken 1750–1990 | Befolkningsutvecklingen i Undersviks socken 1750–1990 |
| --- | ----------------------------------------------------- | ----------------------------------------------------- | ----------------------------------------------------- | ----------------------------------------------------- |
| |                                                       |                                                       |                                                       |                                                       |
| År |                                                       |                                                       | Folkmängd                                             |                                                       |
| 1750 | 1750                                                  |                                                       | 367                                                   |                                                       |
| 1760 | 1760                                                  |                                                       | 360                                                   |                                                       |
| 1769 | 1769                                                  |                                                       | 392                                                   |                                                       |
| 1780 | 1780                                                  |                                                       | 445                                                   |                                                       |
| 1790 | 1790                                                  |                                                       | 463                                                   |                                                       |
| 1800 | 1800                                                  |                                                       | 471                                                   |                                                       |
| 1810 | 1810                                                  |                                                       | 488                                                   |                                                       |
| 1820 | 1820                                                  |                                                       | 556                                                   |                                                       |
| 1830 | 1830                                                  |                                                       | 681                                                   |                                                       |
| 1840 | 1840                                                  |                                                       | 682                                                   |                                                       |
| 1850 | 1850                                                  |                                                       | 780                                                   |                                                       |
| 1860 | 1860                                                  |                                                       | 916                                                   |                                                       |
| 1870 | 1870                                                  |                                                       | 970                                                   |                                                       |
| 1880 | 1880                                                  |                                                       | 1 111                                                 |                                                       |
| 1890 | 1890                                                  |                                                       | 1 173                                                 |                                                       |
| 1900 | 1900                                                  |                                                       | 1 254                                                 |                                                       |
| 1910 | 1910                                                  |                                                       | 1 249                                                 |                                                       |
| 1920 | 1920                                                  |                                                       | 1 305                                                 |                                                       |
| 1930 | 1930                                                  |                                                       | 1 282                                                 |                                                       |
| 1940 | 1940                                                  |                                                       | 1 139                                                 |                                                       |
| 1950 | 1950                                                  |                                                       | 947                                                   |                                                       |
| 1960 | 1960                                                  |                                                       | 782                                                   |                                                       |
| 1970 | 1970                                                  |                                                       | 520                                                   |                                                       |
| 1980 | 1980                                                  |                                                       | 498                                                   |                                                       |
| 1990 | 1990                                                  |                                                       | 452                                                   |                                                       |
| Anm: Källor: Umeå universitet - Tabellverket 1749-1859, Demografiska databasen, CEDAR, Umeå universitet. |                                                       |                                                       |                                                       |                                                       |